# Bodenheizung

Schematische Darstellung

Eine Bodenheizung ist als unterstützende Heizung in Aquarien einzusetzen. Sie beheizt den Bodengrund des Beckens und unterstützt so das Pflanzenwachstum.
Auch in der freien Natur ist der Boden von Gewässern ein paar Grad wärmer als das darüber liegende Wasser. Die Bodenwärme trägt dazu bei, dass der Bodengrund gleichmäßig erwärmt wird und konstant, schwach durchflutet wird.

## Installation im Becken
Eine Bodenheizung wird mit Hilfe von Saugnäpfen am Beckenboden spiralförmig verlegt. Auf dieser werden anschließend die einzelnen Bodenschichten verlegt.

## Technik
Eine Bodenheizung ist ein isolierter Heizdraht, welcher mit einer Kunststoffschicht ummantelt ist. Bodenheizungen sind in der Heizleistung zumeist unterdimensioniert. Dies ist aber gewünscht, denn bei einer Bodenheizung gilt: Lieber zu wenig als zu viel. Wie bereits oben erwähnt ist eine Bodenheizung nur eine Unterstützung und ersetzt keine Stabheizung.